# Ligue 1 de 2011–12
A Primeira Divisão (chamada de Ligue 1) do Campeonato Francês de Futebol de 2011-12 foi uma competição de futebol da França, contando como a 74ª edição da história. Teve como campeão o Montpellier pela primeira vez.

## Regulamento
A Ligue 1 é disputada por 20 clubes em 2 turnos. Em cada turno, todos os times jogam entre si uma única vez. Os jogos do segundo turno serão realizados na mesma ordem no primeiro, apenas com o mando de campo invertido. Não há campeões por turnos, sendo declarado campeão o time que obtiver o maior número de pontos após as 38 rodadas e rebaixados os três com menor número de pontos.
O campeonato dá três vagas à Liga dos Campeões da UEFA e uma à Liga Europa da UEFA.

### Critérios de desempate
Caso haja empate de pontos entre dois clubes, os critérios de desempates serão aplicados na seguinte ordem:
1. Saldo de gols
2. Gols marcados
3. Confronto direto

## Participantes
| Clube                  | Cidade           | Estádio                  | Capacidade |
| ---------------------- | ---------------- | ------------------------ | ---------- |
| Ajaccio                | Ajaccio          | François-Coty            | 10.660     |
| Auxerre                | Auxerre          | L'Abbé-Deschamps         | 23.467     |
| Bordeaux               | Bordéus          | Jacques C-Delmas         | 35.200     |
| Brestois 29            | Brest            | Francis-Le Blé           | 16.000     |
| Caen                   | Caen             | Michel d'Ornano          | 21.500     |
| Dijon                  | Dijon            | Gaston-Gérard            | 16.098     |
| Évian                  | Thonon-les-Bains | Parc des Sports d'Annecy | 15.600     |
| Lille                  | Lille            | Lille-Metropole          | 18.185     |
| Lorient                | Lorient          | du Moustoir              | 16.910     |
| Lyon                   | Lyon             | Gerland                  | 41.044     |
| Olympique de Marseille | Marselha         | Vélodrome                | 60.031     |
| Montpellier            | Montpellier      | Stade de la Mosson       | 32.025     |
| Nancy                  | Nancy            | Marcel Picot             | 20.085     |
| Nice                   | Nice             | Stade du Ray             | 18.696     |
| Paris Saint-Germain    | Paris            | Parc des Princes         | 48.712     |
| Rennes                 | Rennes           | Route de Lorient         | 31.127     |
| Saint-Etienne          | Saint-Etienne    | Geoffroy-Guichard        | 35.616     |
| Sochaux                | Montbéliard      | Auguste Bonal            | 25.200     |
| Toulouse               | Toulouse         | Municipal de Toulouse    | 35.472     |
| Valenciennes           | Valenciennes     | Stade Nungesser          | 16.547     |

## Classificação
| 1º | Montpellier             | 38 | 25 | 7  | 6  | 68 | 34 | +34 | 82 |
| 2º | Paris Saint-Germain     | 38 | 23 | 10 | 5  | 75 | 41 | +34 | 79 |
| 3º | Lille                   | 38 | 21 | 11 | 6  | 72 | 39 | +33 | 74 |
| 4º | Lyon¹                   | 38 | 19 | 7  | 12 | 72 | 40 | +32 | 64 |
| 5º | Bordeaux                | 38 | 16 | 13 | 9  | 53 | 41 | +12 | 61 |
| 6º | Rennes                  | 38 | 19 | 9  | 12 | 53 | 44 | +9  | 60 |
| 7º | Saint-Étienne           | 38 | 16 | 9  | 13 | 49 | 45 | +4  | 57 |
| 8º | Toulouse                | 38 | 15 | 11 | 12 | 37 | 34 | +3  | 56 |
| 9º | Évian                   | 38 | 13 | 11 | 14 | 54 | 55 | -1  | 50 |
| 10º | Olympique de Marseille² | 38 | 12 | 12 | 14 | 45 | 41 | +4  | 48 |
| 11º | Nancy                   | 38 | 11 | 12 | 15 | 38 | 48 | -10 | 45 |
| 12º | Valenciennes            | 38 | 12 | 7  | 19 | 40 | 50 | -10 | 43 |
| 13º | Nice                    | 38 | 10 | 12 | 16 | 39 | 46 | -7  | 42 |
| 14º | Sochaux                 | 38 | 11 | 9  | 18 | 40 | 60 | -20 | 42 |
| 15º | Brestois 29             | 38 | 8  | 17 | 13 | 31 | 38 | -7  | 41 |
| 16º | Ajaccio                 | 38 | 9  | 14 | 15 | 40 | 61 | -21 | 41 |
| 17º | Lorient                 | 38 | 9  | 12 | 17 | 35 | 49 | -14 | 39 |
| 18º | Caen                    | 38 | 9  | 11 | 18 | 39 | 59 | -20 | 38 |
| 19º | Dijon                   | 38 | 9  | 9  | 20 | 38 | 63 | -25 | 36 |
| 20º | Auxerre                 | 38 | 7  | 13 | 18 | 46 | 57 | -11 | 34 |
| Pts – Pontos ganhos; J – Jogos; V - Vitórias; E - Empates; D - Derrotas; GP – Gols pró; GC – Gols contra; SG – Saldo de gols; ¹ Lyon ganhou uma vaga por vencer a Copa da França 2011-2012. ² Marseille ganhou uma vaga por vencer a Copa da Liga Francesa 2011-2012. |                         |    |    |    |    |    |    |     |    |

|  |                                                                                                   |
|  | Zona de classificação à fase de grupos da Liga dos Campeões da UEFA de 2012-13                    |
|  | Zona de classificação aos play-offs para a fase de grupos da Liga dos Campeões da UEFA de 2012-13 |
|  | Zona de classificação à fase de grupos da Liga Europa da UEFA de 2012-13                          |
|  | Zona de classificação aos play-offs para a fase de grupos da Liga Europa da UEFA de 2012-13       |
|  | Zona de classificação à segunda fase para os play-offs da Liga Europa da UEFA de 2012-13          |
|  | Zona de rebaixamento à Segunda Divisão Francesa de 2012-13                                        |

| Campeão Francês 2011/2012 |
| ------------------------- |
| Montpellier 1º título     |